# أندرياس كراوزه (لاعب كرة قدم)
أندرياس كراوزه (بالألمانية: Andreas Krause)‏ هو لاعب كرة قدم ألماني، ولد في 16 نوفمبر 1967. لعب مع شتوتغارت كيكرز ونادي بفورتسهايم .1.

## وصلات خارجية
- أندرياس كراوز على موقع قاعدة بيانات كرة القدم.إي يو (الإنجليزية)
- أندرياس كراوز على موقع عالم كرة القدم.نت (الإنجليزية)